# NGC 2357
NGC 2357位于双子座，是一个螺旋星系 ，1885年2月6日由讓·瑪里·愛德華·史提芬发现。